# Durban Country Club
De Durban Country Club is een countryclub in Durban, Zuid-Afrika. De countryclub is opgericht in 1924 en heeft twee 18-holes golfbanen met een par van 72.
De club heeft twee 18-holes golfbanen, de Country Club Course en de Beachwood Course, en heeft daarnaast ook een zwembad en enkele tennisbanen. Het clubhuis werd in 1924 door de architecten Wallace Paton en WG (Billy) Moffat ontworpen en kijkt uit over de Indische Oceaan. De bouwstijl is Cape Dutch, dat wil zeggen dat het gebouw Nederlandse gevels heeft.
De club had oorspronkelijk alleen de Country Club Course en nam in 1990 de nabijgelegen Beachwood Club, die in 1925 was opgericht, over. In 1995 werd de Beachwoodbaan door Percy Gilbert van de Gary Player-groep gerenoveerd.

## Golftoernooien
- Commonwealth Tournament: 1975, waaraan de toen 18-jarige Nick Faldo meedeed.
- Zuid-Afrikaans Open: 1924, 1928, 1939, 1950, 1956, 1963, 1969, 1973, 1976, 1980, 1988, 1991, 1993-1994, 1997-1998, 2001-2002, 2004-2005
- South African Amateur Strokeplay Championship: 1971 & 1978
- Vodacom Players Championship: 1995-1997
- South African Women's Open: 2006-2008
- Sun Coast Classic: 2007-2012
- Volvo Golf Champions: 2011-heden